# Diccionario geográfico

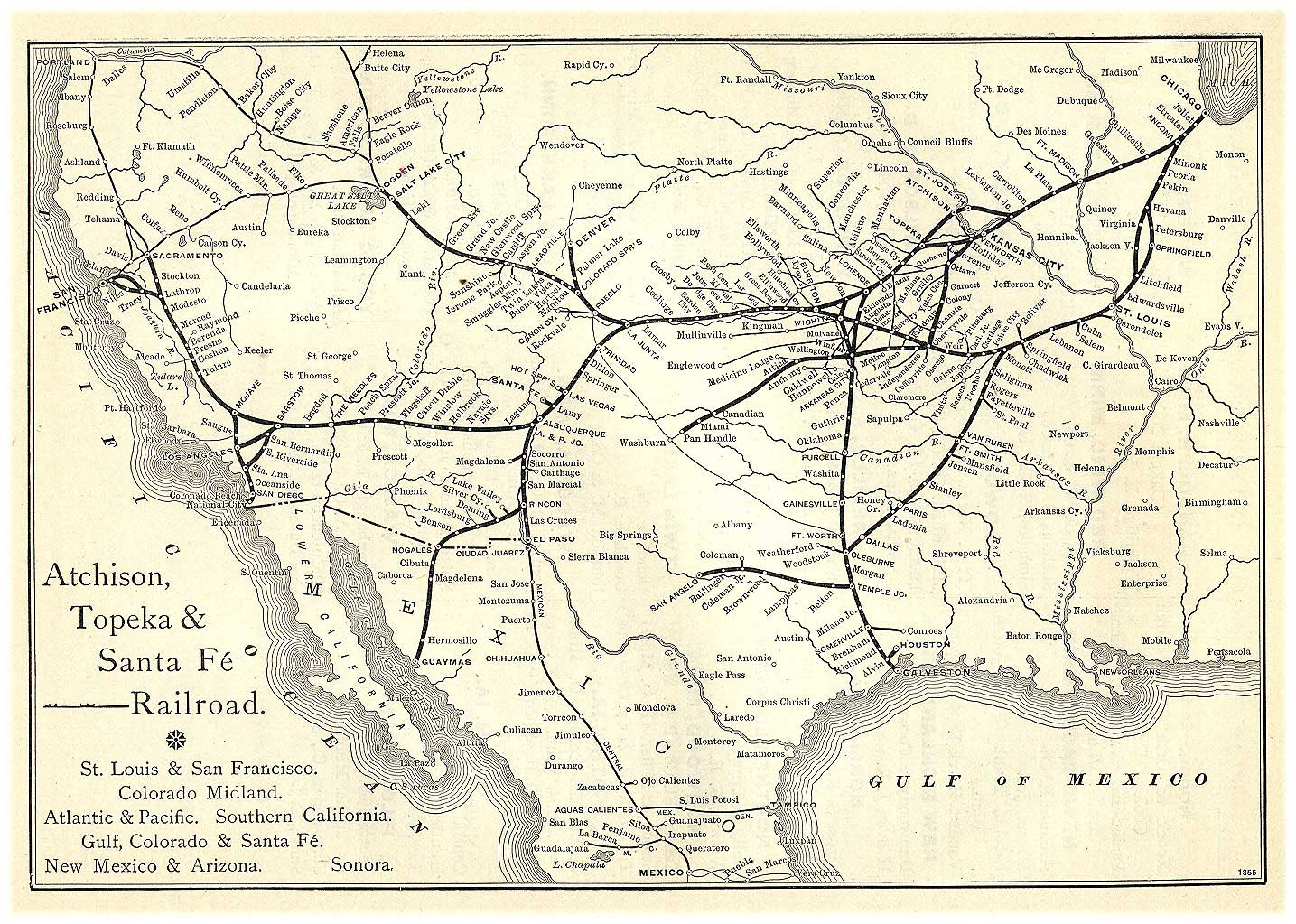
Estados Unidos: Santa Fe Railway, mapa de ruta de las concesionarias de 1891, "Grain Dealers and Shippers Gazetteer".

Un diccionario geográfico, nomenclátor, enciclopedia geográfica o gacetera es una obra escrita en la que se consultan topónimos (nombres geográficos) y otras características de la geografía física de un territorio. En conjunto con un mapa o atlas, constituye una importante referencia sobre sus lugares y nombres. Si se trata de un mero índice de topónimos se suele usar el término nomenclátor o diccionario geográfico. Si incluye, además, información antropológica del territorio (etnias, lenguas, población, religiones...) o natural (climas, ecorregiones...), se suele preferir la denominación enciclopedia geográfica o gacetera (del inglés, gazetteer).
El contenido de un diccionario geográfico varía mucho según el autor, pudiendo incluir coordenadas, la ubicación de los elementos, el relieve (cadenas montañosas, las cimas más altas, las vías fluviales...), la población, las ciudades, pueblos y aldeas, el producto interno bruto o la tasa de alfabetización. Esta información generalmente se divide en temas con entradas enumeradas por orden alfabético.
Se sabe que los antiguos diccionarios geográficos griegos han existido desde la época helenística. El primer diccionario geográfico chino conocido fue lanzado en el siglo I, y con la era de los medios impresos en China en el siglo IX , la nobleza china se invirtió en la producción de diccionarios geográficos para sus áreas locales como fuente de información y orgullo local. El geógrafo Stephanus de Bizancio escribió un diccionario geográfico (que actualmente tiene partes faltantes) en el siglo sexto que influyó en los compiladores europeos posteriores. Los diccionarios geográficos modernos se pueden encontrar en las secciones de referencia de la mayoría de las bibliotecas , así como en Internet.

### Diccionarios geográficos
- «Diccionario geográfico-estadístico de España y Portugal» (1826-1829), por Sebastián Miñano.
- «Diccionario geográfico-estadístico-histórico de España y sus posesiones de Ultramar» (1845-1850), por Pascual Madoz e Ibáñez.
- «Diccionario geográfico universal» (1997), por Guido Gómez de Silva.
- «Gacetera del Golfo Pérsico, Omán y Arabia Central» (1908-1915), por John Gordon Lorimer.
- «Nomenclátor euskérico de Navarra» (1987-1989), por la Real Academia de la Lengua Vasca.
- «Nomenclátor Compuesto de la Antártida», por el Comité Científico para la Investigación en la Antártida.
- «La Gacetera Imperial de la India» (1881), varios autores.
- «Diccionario geográfico de Chile» (años 1920), por Luis Risopatrón.

### Otros
- Nomenclátor callejero de Madrid
- Odonimia de Barcelona
- Nomenclátor de las calles de Nueva Helvecia (Uruguay)
- Geographic Names Information System
- Odonimia
- Toponimia